# Meczet w Petersburgu
Meczet w Petersburgu (ros. Петербургская соборная мечеть) – przez wiele lat jedyny meczet w Petersburgu w Rosji, jeden z największych w Europie. Jest aktywną świątynią muzułmańską oraz ważnym ośrodkiem religijnym i kulturowym. Znajduje się na Wyspie Piotrogrodzkiej, w pobliżu stacji metra Gor´kowskaja.

## Opis meczetu
Meczet w Petersburgu w chwili oddania do użytku był największym europejskim meczetem (poza Turcją), był także najbardziej wysuniętym na północ meczetem w świecie. Może on pomieścić 5000 ludzi. Mierzy 45 m długości i 32 m szerokości. Kopuła meczetu ma wysokość 39 m, natomiast dwa minarety wznoszą się na 48 m. Ściany są pokryte szarym granitem, zaś kopuła, górne części minaretów i portal ozdobione są ceramiką w kolorze turkusowym. Fasady są ozdobione cytatami z Koranu. W środku wisi ogromny żyrandol, również udekorowany cytatami z Koranu. Kolumny wspierające łuki pod kopułą pokryte są zielonym marmurem. Półokrągłe nisze w ścianach, zwane mihrabami, ozdobione są niebieską ceramiką. Dla kobiet przeznaczona jest galeria na piętrze, gdyż według prawa szariatu muszą być oddzielone od mężczyzn.

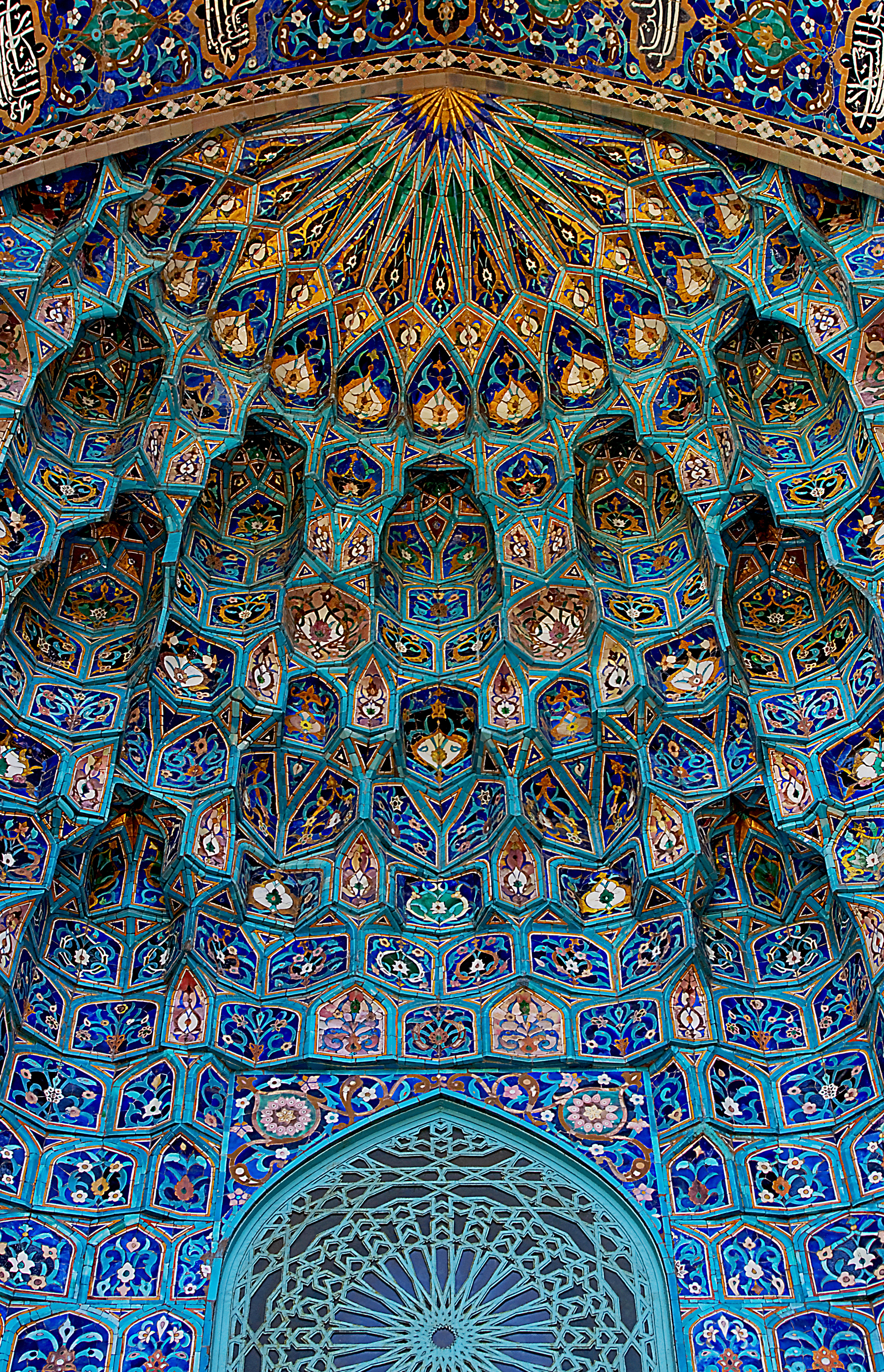
Jeden z portali w meczecie

## Historia meczetu
Historia powstania meczetu sięga XIX wieku, kiedy to w 1882 roku mufti Selim-Girej Tewkelew uzyskał zgodę na jego budowę od rosyjskiego ministra spraw wewnętrznych Dmitrija Tołstoja, budowa nie ruszyła jednak wtedy z braku pieniędzy. Dopiero w 1906 roku minister spraw wewnętrznych autoryzował powstanie specjalnego komitetu do spraw budowy meczetu, który miał się zająć zebraniem funduszy od zamieszkujących Imperium Rosyjskie muzułmanów. Rozpoczęto publiczną zbiórkę pieniędzy, a żeby wzbudzić zainteresowanie organizowano loterie, drukowano pocztówki przedstawiające projekt meczetu, wyemitowano też obligacje. Fundusze popłynęły z wszystkich rejonów kraju. Społeczność muzułmańska w Petersburgu liczyła wtedy około 8 tysięcy osób.
Projekt budowli wybrano w 1908 roku w ramach konkursu architektonicznego, zaś w 1909 uzyskano wszelkie wymagane pozwolenia na budowę. Budynek meczetu wzorowany był na znajdującym się w Samarkandzie mauzoleum Gur-i Mir, w którym spoczywa Timur. Pierwsze prace budowlane rozpoczęły się w drugiej połowie 1909 roku, zaś ceremonia wmurowania kamienia węgielnego odbyła się w lutym 1910 roku i miała uczcić 25-lecie panowania Abd al-Ahad Chana w Emiracie Buchary i jego wizytę w Petersburgu (był on głównym darczyńcą świątyni).
Główne prace budowlane zakończyły się w 1914 roku, jednak już w 1913 roku dokonano oficjalnego otwarcia i odbyło się tu pierwsze nabożeństwo. Otwarcie meczetu dedykowano 300. rocznicy panowania dynastii Romanowów. Regularne nabożeństwa w meczecie odbywały się od 1920 roku. Prace wykończeniowe i dekoracyjne trwały do 1921 roku.
Pod koniec lat 30. władze radzieckie zamknęły meczet i urządziły tu magazyn sprzętu medycznego. W 1956 roku na prośbę Sukarno – pierwszego prezydenta niepodległej Indonezji, dziesięć dni po jego wizycie w mieście meczet został przywrócony społeczności muzułmańskiej. W 1980 roku rozpoczęto remont generalny.